# Кузинське міське поселення
Ку́зинське міське поселення (рос. Кузинское городское поселение) — міське поселення у складі Великоустюзького району Вологодської області Росії.
Адміністративний центр та єдиний населений пункт — селище міського типу Кузино.

## Населення
Населення міського поселення становить 947 осіб (2019; 1131 у 2010, 1451 у 2002).